# Nerone (Boito)
Nerone (título original en italiano; en español, Nerón) es una ópera en cuatro actos, con música y libreto en italiano de Arrigo Boito. La obra es una serie de escenas de la Roma imperial en la época del emperador Nerón y representa las tensiones entre la religión imperial y el cristianismo, y acaba con el Gran incendio de Roma. Boito falleció en 1918 antes de terminar la obra. 

## Historia
Al final se estrenó póstumamente en el Teatro de La Scala el 1 de mayo de 1924, dirigida por Arturo Toscanini en una versión de la partitura completada por Toscanini, Vincenzo Tommasini y Antonio Smareglia. El papel de Nerón fue estrenado por Aureliano Pertile, el de Asteria, una joven muchacha dividida entre su amor por Nerón y sus simpatías cristianas, por Rosa Raisa. 
La ópera fue muy bien recibida a su estreno, y en el Teatro de Ópera de Roma recientemente reconstruido, inauguró su primera temporada con Nerone en 1928. Sin embargo, se ha representado rara vez desde entonces, incluso en Italia. No se estrenó en los Estados Unidos hasta el 12 de abril de 1982, cuando se interpretó en versión de concierto por la Orquesta de Ópera de Nueva York en el Carnegie Hall. En las estadísticas de Operabase aparece con sólo una representación en el período 2005-2010.

## Personajes
| Personaje  | Tesitura     | Reparto del estreno 1 de mayo de 1924 (Director: Arturo Toscanini) |
| ---------- | ------------ | ------------------------------------------------------------------ |
| Asteria    | soprano      | Rosa Raisa                                                         |
| Cerinto    | contralto    | Maria Doria                                                        |
| Dositèo    | barítono     | Carlo Walter                                                       |
| Fanuèl     | barítono     | Carlo Galeffi                                                      |
| Gobrias    | tenor        | Giuseppe Nessi                                                     |
| Nerone     | tenor        | Aureliano Pertile                                                  |
| Pèrside    | soprano      | Mita Vasari                                                        |
| Rubria     | mezzosoprano | Luisa Bertana                                                      |
| Simon Mago | barítono     | Marcel Journet                                                     |
| Tigellino  | bajo         | Ezio Pinza                                                         |